# Hannersdorf (Austria)
Hannersdorf (węg. Sámfalva, burg.-chorw. Šampovar, rom. Schampara) – gmina w Austrii, w kraju związkowym Burgenland, w powiecie Oberwart. 1 stycznia 2014 liczyła 781 mieszkańców.